# Henrikh Mkhitaryan
Pour les articles homonymes, voir Mkhitaryan.
Henrikh Mkhitaryan (en arménien : Հենրիկ Մխիթարյան), né le 21 janvier 1989 à Erevan (Arménie), est un footballeur international arménien qui évolue au poste de milieu de terrain ou d'ailier à l’Inter Milan.

## Biographie

### Enfance entre la France et l'Arménie
Henrikh Mkhitaryan naît le 21 janvier 1989 à Erevan. Son père, Hamlet Mkhitaryan, est footballeur professionnel et obtient la permission des autorités soviétiques de quitter son club du Kotayk Abovian pour signer en France à l'ASOA Valence, qui évolue alors quatrième division française, il y vit deux promotions et dispute par la suite le Championnat de France de deuxième division. Henrikh Mkhitaryan naît quelques mois avant le départ de son père en France le 21 janvier 1989 à Erevan et accompagne ses parents en France à ses sept mois. Il vit ainsi ses sept premières années en France, ainsi d'abord à Valence de 1989 à 1994 puis à l'Ararat Issy à Issy-les-Moulineaux de 1994 à 1995. En 1994, son père apprend être atteint d'une tumeur eu cerveau et stoppe sa carrière sportive retournant avec sa famille en Arménie, et y décède en 1996.
Henrikh Mkhitaryan grandit par la suite en Arménie et joue au football au sein du club du FC Pyunik Erevan. Sa mère, Marina, par la suite occupe le poste de secrétaire générale adjointe de la Fédération arménienne de football, et sa sœur Monika le poste de responsable communication-stratégie à l'UEFA.

### FC Pyunik (2006-2009)
Mkhitaryan commence le football à FC Pyunik où il devient l'un des leaders. Il marque son premier but officiel à l'âge de 17 ans contre Shirak FC à la 18e minute de jeu.
En 2009 il marque 11 buts en Premier League arménienne et fait partie des meilleurs buteurs du championnat. Des clubs comme le Lokomotiv Moscou, le Dynamo Kiev, Boca Juniors et les clubs français du LOSC Lille et de l'Olympique lyonnais s'intéressent à lui. En 2008 Mkhitaryan fait des tests à l'OL, à l'OM et au LOSC mais il n'est pas retenu car ces clubs le qualifient comme « Trop frêle ! ».

### Metalurg Donetsk (2009-2010)
Mkhitaryan s'expatrie en Ukraine et rejoint le Metalurg Donetsk en 2009. Il s'affirme rapidement comme un joueur doué, finissant l'exercice avec neuf buts en championnat. Ses performances attirent le regard d'autres clubs ukrainiens. Ainsi, il commence la saison suivante comme capitaine, seulement âgé de 21 ans. Il trouve le chemin des filets à trois reprises en huit matches avant de quitter le club pour le champion du pays, le Chakhtar Donetsk.

### Chakhtar Donetsk (2010-2013)

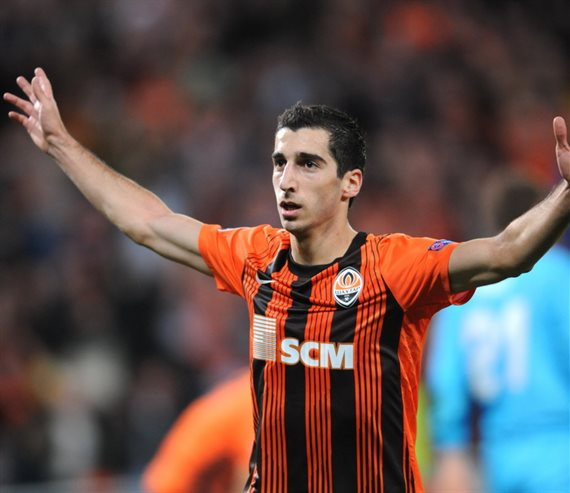
Mkhitaryan avec le Chakhtar Donetsk (2012).

L'Arménien est transféré au Chakhtar Donetsk pour une somme de 6 millions d'euros et dispose d'un contrat pour cinq saisons. Lors de sa dernière saison en Ukraine, Mkhitaryan inscrit 10 buts, son total de 2011-2012, dès les six premiers matchs de championnat avant de finir meilleur buteur. Convoité par de nombreux clubs européens, il est alors régulièrement annoncé au Liverpool FC.

### Borussia Dortmund (2013-2016)
Le 8 juillet 2013, Mkhitaryan s'engage avec le club de la Ruhr du Borussia Dortmund. Le montant du transfert est évalué à 27,5 millions d'euros,. Le président du BVB s'exprime en ces termes sur le transfert : « Ce ne fut pas un transfert facile mais nous le voulions absolument ».
Il dispute son premier match contre le FC Bâle dans le cadre d'une rencontre amicale. Mais Mkhitaryan se blesse à la cheville lors d'un autre match de pré-saison et se retrouve immobilisé quatre semaines. Cette blessure le prive de Supercoupe d'Allemagne, remportée par son club contre le Bayern Munich. Néanmoins, il fait son retour en août pour le début du championnat. Il inscrit un doublé et ouvre son compteur en Bundesliga contre l'Eintracht Francfort et permet à son équipe de se maintenir première du classement. Sur le plan individuel, Mkhitaryan finit la saison avec neuf buts et dix passes en championnat. Le Borussia termine second de Bundesliga et s'incline en finale de la Coupe d'Allemagne face au Bayern.
Mkhitaryan entame la saison par une victoire en Supercoupe d'Allemagne, où il marque un but. Une blessure au mois de septembre l'éloigne des terrains un mois avant de rechuter une seconde fois en décembre. Il voit son équipe s'enfoncer dans le bas du classement mais lors de son retour, il ne parvient pas à dynamiser le jeu du Borussia. Il attend le derby de la Ruhr contre Schalke 04 pour se montrer de nouveau en inscrivant un but au cours d'un match intense. Cette victoire semble être le déclic psychologique pour les Borussen qui enchaînent les victoires et parviennent à décrocher la qualification pour la Ligue Europa en fin de championnat.
En août 2015, Mkhitaryan marque son premier triplé avec le Borussia contre Wolfsberg. Il inscrit un doublé durant la première journée de championnat. Preuve de son efficacité retrouvée, il a marqué sept buts à la fin du mois d’août, soit plus que son total de la saison précédente. En plus de son activité devant le but, Mkhitaryan multiplie les passes décisives et se classe parmi les meilleurs passeurs d'Europe.

### Manchester United (2016-2018)
Le 2 juillet 2016, le Borussia Dortmund annonce qu'il quitte le club allemand pour rejoindre Manchester United. Le club mancunien a déboursé 42 millions d'euros pour s'attacher les services du joueur arménien. Le joueur devient ainsi le 3e plus gros transfert de l'histoire de la Bundesliga derrière Kevin De Bruyne et Granit Xhaka. Il inscrit le plus beau but de la saison 2016-2017 de Manchester United lui valant d'ailleurs ce prix, un sublime coup du scorpion contre Sunderland. Par la suite, il inscrit le but du 2-0 en finale de la Ligue Europa, scellant la victoire des Mancuniens dans cette compétition (2-0 contre l'Ajax Amsterdam). Il devient le premier Arménien à remporter une coupe d'Europe.

### Arsenal (2018-2019)
Le 22 janvier 2018, Mkhitaryan signe au Arsenal FC dans le cadre d'un échange avec Alexis Sánchez qui rejoint Manchester United. Il fait ses premiers pas sous le maillot d’Arsenal face à Swansea en entrant en fin de match. Le 3 février 2018, il signe une performance remarquable face à Everton en réalisant trois passes décisives lors de la victoire de son club 5 buts à 1.
En décembre 2018, il subit une fracture à un métatarse au pied droit, son absence est alors estimée à six semaines. Alors que Arsenal dispute la finale de la Ligue Europa, le mercredi 29 mai 2019 à Bakou en Azerbaïdjan face à Chelsea, Mkhitaryan décide de ne pas faire le voyage pour des raisons géopolitiques et de sécurité. En effet, à la suite des conflits antérieurs entre l'Arménie et l'Azerbaïdjan, un Arménien n'est pas autorisé à voyager dans l'autre pays. Cette loi a été assouplie pour l'arrivée éventuelle de Mkhitaryan, mais il a préféré ne pas faire partie du voyage.

### AS Roma (2019-2022)
Cantonné au banc de touche à Arsenal, Henrikh Mkhitaryan quitte temporairement la Premier League et file en prêt du côté de l'AS Roma. En octobre 2019, le milieu offensif arménien se blesse aux adducteurs. Il doit observer trois semaines d'arrêt. Depuis son arrivée dans la capitale italienne, l'ancien joueur de Manchester United a participé à quatre rencontres de Serie A pour trois titularisations et un but marqué. Pour sa première saison, il est auteur de 9 buts et de 6 passes décisives en 27 rencontres toutes compétitions confondues avec l'AS Roma.
Le 31 août 2020, il rompt son contrat avec les Gunners pour rester dans la capitale italienne après son aventure mitigée en Angleterre, à Manchester United et à Arsenal.
En juin 2021, il prolonge son contrat d'un an avec l'AS Roma.
En mars 2022, il annonce arrêter sa carrière avec la sélection arménienne.
Le 25 mai 2022, il remporte la première édition de la Ligue Europa Conférence avec le club de la louve, mais arrivant en fin de contrat, il décide de ne pas prolonger son aventure avec l'AS Roma.

### Inter Milan (2022-)
Le 2 juillet 2022, il s'engage à l'Inter Milan pour deux ans.
Le 10 mai 2023, lors de la deuxième manche en demi finale de la Ligue des champions de l'UEFA 2022-2023 face à l'AC Milan, il marque le but du 2-0 à la 11e minute, ce qui précipite une victoire 3-0 au total face au rival milanais pour rejoindre la finale à Istanbul. Il perd cette dernière en rentrant sur le terrain en fin de match.
Le 30 décembre 2023, Henrikh Mkhitaryan prolonge son contrat à l'Inter Milan jusqu'en 2026,.

## Famille et entourage
Il est le fils de Marina Tashchyan et d'Hamlet Mkhitaryan, également joueur professionnel et international arménien, qui évoluait au poste d'attaquant et était un joueur emblématique du club du Ararat Erevan ; il a notamment évolué six saisons en France de 1989 à 1995 sous les couleurs de l'ASOA Valence et de l'ASA Issy, clubs de la communauté arménienne. Sa mère Marina travaille à la Fédération de football d'Arménie. Sa grande sœur Monica travaille à l'UEFA. Son agent était l'Italien Mino Raiola.
Il épouse Betty Vardanyan au monastère arménien San Lazzaro degli Armeni à Venise le 17 juin 2019.
Il parle l'arménien, le français, l'allemand, l'anglais, l'italien, le russe, l'ukrainien et le portugais.

## Statistiques

### Statistiques détaillées
| Saison                | Club                  | Championnat           | Championnat | Championnat | Championnat | Coupe(s) nationale(s) | Coupe(s) nationale(s) | Coupe(s) nationale(s) | Supercoupe | Supercoupe | Supercoupe | Compétition(s) continentale(s) | Compétition(s) continentale(s) | Compétition(s) continentale(s) | Compétition(s) continentale(s) | Coupe du monde des clubs | Coupe du monde des clubs | Coupe du monde des clubs | Supercoupe UEFA | Supercoupe UEFA | Supercoupe UEFA | Arménie | Arménie | Arménie | Total | Total | Total |
| Saison                | Club                  | Division              | M.          | B.          | P.d.        | M.                    | B.                    | P.d.                  | M.         | B.         | P.d.       | Comp.                          | M.                             | B.                             | P.d.                           | M.                       | B.                       | P.d.                     | M.              | B.              | P.d.            | M.      | B.      | P.d.    | M.    | B.    | P.d.  |
| 2006                  | Pyunik Erevan         | Division 1            | 12          | 1           | 0           | -                     | -                     | -                     | -          | -          | -          | -                              | -                              | -                              | -                              | -                        | -                        | -                        | -               | -               | -               | -       | -       | -       | 12    | 1     | 0     |
| 2007                  | Pyunik Erevan         | Division 1            | 24          | 12          | 4           | 4                     | 0                     | 1                     | -          | -          | -          | C1                             | 4                              | 0                              | 0                              | -                        | -                        | -                        | -               | -               | -               | 2       | 0       | 0       | 34    | 12    | 5     |
| 2008                  | Pyunik Erevan         | Division 1            | 24          | 6           | 2           | 6                     | 3                     | 0                     | -          | -          | -          | C1                             | 2                              | 0                              | 0                              | -                        | -                        | -                        | -               | -               | -               | 5       | 0       | 0       | 37    | 9     | 2     |
| 2009                  | Pyunik Erevan         | Division 1            | 10          | 11          | 0           | 3                     | 2                     | 0                     | -          | -          | -          | -                              | -                              | -                              | -                              | -                        | -                        | -                        | -               | -               | -               | 3       | 1       | 0       | 16    | 14    | 0     |
| Sous-total            | Sous-total            | Sous-total            | 70          | 30          | 6           | 13                    | 5                     | 1                     | -          | -          | -          | -                              | 6                              | 0                              | 0                              | -                        | -                        | -                        | -               | -               | -               | 10      | 1       | 0       | 99    | 36    | 7     |
| 2009-2010             | Metalurg Donetsk      | Premyer-liha          | 29          | 9           | 4           | 2                     | 1                     | 0                     | -          | -          | -          | C3                             | 6                              | 4                              | 3                              | -                        | -                        | -                        | -               | -               | -               | 5       | 1       | 0       | 42    | 15    | 7     |
| 2010                  | Metalurg Donetsk      | Premyer-liha          | 8           | 3           | 1           | -                     | -                     | -                     | -          | -          | -          | -                              | -                              | -                              | -                              | -                        | -                        | -                        | -               | -               | -               | -       | -       | -       | 8     | 3     | 1     |
| Sous-total            | Sous-total            | Sous-total            | 37          | 12          | 5           | 2                     | 1                     | 0                     | -          | -          | -          | -                              | 6                              | 4                              | 3                              | -                        | -                        | -                        | -               | -               | -               | 5       | 1       | 0       | 50    | 18    | 8     |
| 2010-2011             | Chakhtar Donetsk      | Premyer-liha          | 17          | 3           | 0           | 3                     | 1                     | 0                     | -          | -          | -          | C1                             | 7                              | 0                              | 0                              | -                        | -                        | -                        | -               | -               | -               | 7       | 2       | 3       | 34    | 6     | 3     |
| 2011-2012             | Chakhtar Donetsk      | Premyer-liha          | 26          | 10          | 5           | 4                     | 1                     | 1                     | 1          | 0          | 0          | C1                             | 6                              | 0                              | 0                              | -                        | -                        | -                        | -               | -               | -               | 8       | 4       | 3       | 45    | 15    | 9     |
| 2012-2013             | Chakhtar Donetsk      | Premyer-liha          | 29          | 25          | 7           | 4                     | 2                     | 3                     | 1          | 0          | 0          | C1                             | 8                              | 2                              | 0                              | -                        | -                        | -                        | -               | -               | -               | 9       | 3       | 1       | 51    | 32    | 11    |
| Sous-total            | Sous-total            | Sous-total            | 72          | 38          | 12          | 11                    | 4                     | 4                     | 2          | 0          | 0          | -                              | 21                             | 2                              | 0                              | -                        | -                        | -                        | -               | -               | -               | 24      | 9       | 7       | 130   | 53    | 23    |
| 2013-2014             | Borussia Dortmund     | Bundesliga            | 31          | 9           | 10          | 5                     | 2                     | 0                     | -          | -          | -          | C1                             | 10                             | 2                              | 0                              | -                        | -                        | -                        | -               | -               | -               | 8       | 4       | 1       | 54    | 17    | 11    |
| 2014-2015             | Borussia Dortmund     | Bundesliga            | 28          | 3           | 4           | 6                     | 1                     | 1                     | 1          | 1          | 0          | C1                             | 7                              | 0                              | 0                              | -                        | -                        | -                        | -               | -               | -               | 4       | 1       | 1       | 46    | 6     | 6     |
| 2015-2016             | Borussia Dortmund     | Bundesliga            | 31          | 11          | 15          | 6                     | 5                     | 2                     | -          | -          | -          | C3                             | 15                             | 7                              | 9                              | -                        | -                        | -                        | -               | -               | -               | 8       | 3       | 6       | 60    | 26    | 32    |
| Sous-total            | Sous-total            | Sous-total            | 90          | 23          | 29          | 17                    | 8                     | 3                     | 1          | 1          | 0          | -                              | 32                             | 9                              | 9                              | -                        | -                        | -                        | -               | -               | -               | 20      | 8       | 8       | 160   | 49    | 49    |
| 2016-2017             | Manchester United     | Premier League        | 24          | 4           | 1           | 5                     | 1                     | 4                     | 1          | 0          | 0          | C3                             | 11                             | 6                              | 0                              | -                        | -                        | -                        | -               | -               | -               | 6       | 5       | 1       | 47    | 16    | 6     |
| 2017-2018             | Manchester United     | Premier League        | 15          | 1           | 5           | 2                     | 0                     | 0                     | -          | -          | -          | C1                             | 4                              | 1                              | 1                              | -                        | -                        | -                        | 1               | 0               | 0               | 5       | 1       | 3       | 27    | 3     | 9     |
| Sous-total            | Sous-total            | Sous-total            | 39          | 5           | 6           | 7                     | 1                     | 4                     | 1          | 0          | 0          | -                              | 15                             | 7                              | 1                              | -                        | -                        | -                        | 1               | 0               | 0               | 11      | 6       | 4       | 74    | 19    | 15    |
| 2017-2018             | Arsenal FC            | Premier League        | 11          | 2           | 4           | -                     | -                     | -                     | -          | -          | -          | C3                             | 6                              | 1                              | 2                              | -                        | -                        | -                        | -               | -               | -               | 4       | 0       | 1       | 21    | 3     | 7     |
| 2018-2019             | Arsenal FC            | Premier League        | 25          | 6           | 4           | 3                     | 0                     | 0                     | -          | -          | -          | C3                             | 11                             | 0                              | 2                              | -                        | -                        | -                        | -               | -               | -               | 10      | 2       | 4       | 49    | 8     | 10    |
| 2019-2020             | Arsenal FC            | Premier League        | 3           | 0           | 0           | -                     | -                     | -                     | -          | -          | -          | C3                             | -                              | -                              | -                              | -                        | -                        | -                        | -               | -               | -               | 2       | 2       | 2       | 5     | 2     | 2     |
| Sous-total            | Sous-total            | Sous-total            | 39          | 8           | 8           | 3                     | 0                     | 0                     | -          | -          | -          | -                              | 17                             | 1                              | 4                              | -                        | -                        | -                        | 0               | 0               | 0               | 16      | 4       | 7       | 75    | 13    | 19    |
| 2019-2020             | AS Rome (prêt)        | Serie A               | 22          | 9           | 5           | -                     | -                     | -                     | -          | -          | -          | C3                             | 5                              | 0                              | 1                              | -                        | -                        | -                        | -               | -               | -               | -       | -       | -       | 27    | 9     | 6     |
| 2020-2021             | AS Rome               | Serie A               | 34          | 13          | 10          | 1                     | 1                     | 0                     | -          | -          | -          | C3                             | 10                             | 1                              | 2                              | -                        | -                        | -                        | -               | -               | -               | 2       | 1       | 0       | 47    | 16    | 12    |
| 2021-2022             | AS Rome               | Serie A               | 31          | 5           | 5           | 2                     | 0                     | 1                     | 0          | 0          | 0          | C4                             | 11                             | 0                              | 2                              | -                        | -                        | -                        | 0               | 0               | 0               | 7       | 2       | 0       | 51    | 7     | 8     |
| Sous-total            | Sous-total            | Sous-total            | 88          | 27          | 21          | 3                     | 1                     | 1                     | -          | -          | -          | -                              | 26                             | 1                              | 5                              | -                        | -                        | -                        | -               | -               | -               | 9       | 3       | 0       | 126   | 32    | 27    |
| 2022-2023             | Inter Milan           | Serie A               | 31          | 3           | 1           | 4                     | 0                     | 0                     | 1          | 0          | 0          | C1                             | 13                             | 2                              | 0                              | -                        | -                        | -                        | -               | -               | -               | -       | -       | -       | 49    | 5     | 1     |
| 2023-2024             | Inter Milan           | Serie A               | 36          | 2           | 8           | 1                     | 0                     | 0                     | 2          | 0          | 1          | C1                             | 7                              | 0                              | 1                              | -                        | -                        | -                        | -               | -               | -               | -       | -       | -       | 46    | 2     | 10    |
| 2024-2025             | Inter Milan           | Serie A               | 32          | 1           | 5           | 2                     | 0                     | 0                     | 2          | 0          | 1          | C1                             | 13                             | 0                              | 0                              | 4                        | 0                        | 0                        | -               | -               | -               | -       | -       | -       | 53    | 1     | 6     |
| Sous-total            | Sous-total            | Sous-total            | 99          | 6           | 15          | 7                     | 0                     | 0                     | 5          | 0          | 1          | -                              | 33                             | 2                              | 1                              | 4                        | 0                        | 0                        | 0               | 0               | 0               | 0       | 0       | 0       | 148   | 8     | 17    |
| Total sur la carrière | Total sur la carrière | Total sur la carrière | 534         | 149         | 101         | 63                    | 20                    | 13                    | 9          | 1          | 1          | -                              | 156                            | 26                             | 23                             | 4                        | 0                        | 0                        | 1               | 0               | 0               | 95      | 32      | 26      | 862   | 228   | 164   |

### Buts internationaux
| Buts internationaux de Henrikh Mkhitaryan | Buts internationaux de Henrikh Mkhitaryan | Buts internationaux de Henrikh Mkhitaryan          | Buts internationaux de Henrikh Mkhitaryan | Buts internationaux de Henrikh Mkhitaryan | Buts internationaux de Henrikh Mkhitaryan | Buts internationaux de Henrikh Mkhitaryan |
| 0                                         | Date                                      | Lieu                                               | Adversaire                                | Score                                     | Résultats                                 | Compétitions                              |
| ----------------------------------------- | ----------------------------------------- | -------------------------------------------------- | ----------------------------------------- | ----------------------------------------- | ----------------------------------------- | ----------------------------------------- |
| 1                                         | 28 mars 2009                              | Stade Hanrapetakan, Erevan, Arménie                | Estonie                                   | 1-0                                       | 2-2                                       | Éliminatoires Coupe du monde 2010         |
| 2                                         | 25 mai 2010                               | Stade Hanrapetakan, Erevan, Arménie                | Ouzbékistan                               | 1-0                                       | 3-1                                       | Match amical                              |
| 3                                         | 8 octobre 2010                            | Stade Hanrapetakan, Erevan, Arménie                | Slovaquie                                 | 3-1                                       | 3-1                                       | Éliminatoires Euro 2012                   |
| 4                                         | 12 octobre 2010                           | Stade Hanrapetakan, Erevan, Arménie                | Andorre                                   | 3-0                                       | 4-0                                       | Match amical                              |
| 5                                         | 2 septembre 2011                          | Estadi Comunal, Andorre-la-Vieille, Andorre        | Andorre                                   | 0-3                                       | 0-3                                       | Éliminatoires Euro 2012                   |
| 6                                         | 6 septembre 2011                          | Stade Pod Dubňom, Žilina, Slovaquie                | Slovaquie                                 | 0-2                                       | 0-4                                       | Éliminatoires Euro 2012                   |
| 7                                         | 7 octobre 2011                            | Stade Hanrapetakan, Erevan, Arménie                | Macédoine du Nord                         | 2-0                                       | 4-1                                       | Éliminatoires Euro 2012                   |
| 8                                         | 11 octobre 2011                           | Aviva Stadium, Dublin, Irlande                     | République d'Irlande                      | 2-1                                       | 2-1                                       | Éliminatoires Euro 2012                   |
| 9                                         | 12 octobre 2012                           | Stade Hrazdan, Erevan, Arménie                     | Italie                                    | 1-1                                       | 1-3                                       | Éliminatoires Coupe du monde 2014         |
| 10                                        | 14 janvier 2012                           | Stade Hrazdan, Erevan, Arménie                     | Lituanie                                  | 3-0                                       | 4-2                                       | Match amical                              |
| 11                                        | 11 juin 2013                              | Parken Stadium, Copenhague, Danemark               | Danemark                                  | 0-4                                       | 0-4                                       | Éliminatoires Coupe du monde 2014         |
| 12                                        | 15 octobre 2013                           | San Paolo, Naples, Italie                          | Italie                                    | 1-2                                       | 2-2                                       | Éliminatoires Coupe du monde 2014         |
| 13                                        | 27 mai 2014                               | Stade de la Fontenette, Carouge, Suisse            | Émirats arabes unis                       | 2-1                                       | 4-3                                       | Match amical                              |
| 14                                        | 27 mai 2014                               | Stade de la Fontenette, Carouge, Suisse            | Émirats arabes unis                       | 3-2                                       | 4-3                                       | Match amical                              |
| 15                                        | 6 juin 2014                               | Coface Arena, Mayence, Allemagne                   | Allemagne                                 | 1-1                                       | 6-1                                       | Match amical                              |
| 16                                        | 7 septembre 2014                          | Parken Stadium, Copenhague, Danemark               | Danemark                                  | 0-1                                       | 2-1                                       | Éliminatoires Euro 2016                   |
| 17                                        | 29 mai 2016                               | Stade Républicain Vazgen-Sargsian, Erevan, Arménie | Guatemala                                 | 1-1                                       | 7-1                                       | Match amical                              |
| 18                                        | 29 mai 2016                               | Stade Républicain Vazgen-Sargsian, Erevan, Arménie | Guatemala                                 | 4-1                                       | 7-1                                       | Match amical                              |
| 19                                        | 29 mai 2016                               | Stade Républicain Vazgen-Sargsian, Erevan, Arménie | Guatemala                                 | 5-1                                       | 7-1                                       | Match amical                              |
| 20                                        | 26 mars 2017                              | Stade Républicain Vazgen-Sargsian, Erevan, Arménie | Kazakhstan                                | 1-0                                       | 2-0                                       | Éliminatoires Coupe du monde 2018         |
| 21                                        | 4 juin 2017                               | Stade Républicain Vazgen-Sargsian, Erevan, Arménie | Saint-Christophe-et-Niévès                | 2-0                                       | 5-0                                       | Match amical                              |
| 22                                        | 4 juin 2017                               | Stade Républicain Vazgen-Sargsian, Erevan, Arménie | Saint-Christophe-et-Niévès                | 3-0                                       | 5-0                                       | Match amical                              |
| 23                                        | 8 octobre 2017                            | Astana Arena, Astana, Kazakhstan                   | Kazakhstan                                | 0-1                                       | 1-1                                       | Éliminatoires Coupe du monde 2018         |
| 24                                        | 9 novembre 2017                           | Stade Républicain Vazgen-Sargsian, Erevan, Arménie | Biélorussie                               | 2-0                                       | 2-0                                       | Match amical                              |
| 25                                        | 13 novembre 2017                          | Stade Républicain Vazgen-Sargsian, Erevan, Arménie | Chypre                                    | 3-1                                       | 3-2                                       | Match amical                              |
| 26                                        | 16 octobre 2018                           | Stade Républicain Vazgen-Sargsian, Erevan, Arménie | Macédoine du Nord                         | 4-0                                       | 4-0                                       | Ligue des nations 2018-2019               |

## Palmarès

### En club
- FC Pyunik
  - Vainqueur du Championnat d'Arménie en 2006, 2007, 2008 et 2009
  - Vainqueur de la Coupe d'Arménie en 2009
  - Vainqueur de la Supercoupe d'Arménie en 2007 et 2008
- Metalurg Donetsk
  - Finaliste de la Coupe d'Ukraine en 2010
- Chakhtar Donetsk
  - Vainqueur du Championnat d'Ukraine en 2011, 2012 et 2013
  - Vainqueur de la Coupe d'Ukraine en 2011, 2012 et 2013
  - Vainqueur de la Supercoupe d'Ukraine en 2012
- Borussia Dortmund
  - Finaliste de la Coupe d'Allemagne en 2014, 2015 et 2016
  - Vainqueur de la Supercoupe d'Allemagne en 2013 et 2014
- Manchester United
  - Vainqueur de la Ligue Europa en 2017
  - Vainqueur de la Coupe de la ligue anglaise en 2017
  - Vainqueur du Community Shield en 2016
  - Finaliste de la Supercoupe de l'UEFA en 2017
- Arsenal FC
  - Finaliste de la Ligue Europa en 2019
- AS Rome
  - Vainqueur de la Ligue Europa Conférence en 2022
- Inter Milan
  - Vainqueur du Championnat d'Italie en 2024
  - Vainqueur de la Supercoupe d'Italie en 2022 et 2023
  - Vainqueur de la Coupe d'Italie de football en 2023
  - Finaliste de la Ligue des champions en 2023 et 2025
  - Finaliste de la Supercoupe d'Italie en 2024

### Récompenses individuelles
- Footballeur arménien de l'année en 2009, 2011, 2012, 2013, 2014, 2015, 2016, 2017, 2019, 2020 et 2023
- Footballeur de la baltique et de la CEI en 2012 avec le Chakhtar Donetsk
- Footballeur de la baltique et de la CEI en 2013 avec le Borussia Dortmund
- Meilleur buteur de la sélection arménienne
- Meilleur buteur de la Coupe d'Allemagne en 2016 (5 buts)
- Meilleur buteur du championnat d'Ukraine en 2013 (25 buts)
- Meilleur joueur du championnat d'Ukraine en 2012-2013
- Meilleur joueur étranger du championnat d'Ukraine en 2012-2013
- Meilleur passeur du championnat d'Allemagne en 2015-2016
- Plus beau but de Manchester United de la saison 2016-2017 au United Awards[35].